# The Spectator (India)
The Spectator was een Engelstalige nieuwskrant, die werd gepubliceerd in Madras (tegenwoordig Chennai). Het verscheen in 1836 voor het eerst als een weekblad, de uitgever was toen J. Ouchterlony. In 1850 werd The Spectator een dagblad, het was het eerste dagblad dat in de stad verscheen. De krant werd later gekocht door Gantz and Sons en fuseerde in 1859 met The Madras Times.